# Districte d'Angulema
El Districte d'Angulema és un dels tres districtes del departament del Charente, a la regió de la Nova Aquitània. Té 16 cantons i 115 municipis, el cap del districte és la prefectura d'Angulema.

## Cantons
- Cantó d'Angulema-Est
- Cantó d'Angulema-Nord
- Cantó d'Angulema-Oest
- Cantó d'Aubaterra
- Cantó de Blanzac-Porcheresse
- Cantó de Chalais
- Cantó de La Couronne
- Cantó de Gond-Pontouvre
- Cantó de Hiersac
- Cantó de Montberol
- Cantó de Montmoreau-Saint-Cybard
- Cantó de La Ròcha Focaud
- Cantó de Ruelle-sur-Touvre
- Cantó de Saint-Amant-de-Boixe
- Cantó de Soyaux
- Cantó de Vilabòsc-La Valeta